# 스티븐 베르하위스
스티븐 베르하위스(네덜란드어: Steven Berghuis, 1991년 12월 19일 ~)는 네덜란드의 축구 선수로, 현재 에레디비시의 AFC 아약스 소속이다. 포지션은 윙어이다.